# Catenae lunari
Segue una lista delle catenae presenti sulla superficie della Luna. La nomenclatura lunare è regolata dall'Unione Astronomica Internazionale; la lista contiene solo formazioni esogeologiche che sono state ufficialmente riconosciute da tale istituzione.
Le catenae della Luna portano i nomi di altre strutture superficiali poste nelle vicinanze. Fanno eccezione tre catenae che portano nomi propri di persona. Inoltre tre catenae hanno anche un secondo nome, indicato tra parentesi, dedicato ad un istituto scientifico, per facilitare i riferimenti incrociati con i primi atlanti lunari sovietici degli anni 1960 in cui si era scelto di dedicare le catenae per l'appunto ad istituti scientifici.

## Prospetto
| Catena                  | Eponimo | Latitudine | Longitudine | Diametro  |
| ----------------------- | --- | ---------- | ----------- | --------- |
| Catena Abulfeda         | Abulfeda - Storico arabo (1273-1331). Derivato dal vicino cratere Abulfeda. | 16,59° S   | 16,7° E     | 209,97 km |
| Catena Artamonov        | Nikolaj N. Artamonov - Scienziato russo (1906-1965). Derivato dal vicino cratere Artamonov. | 26,09° N   | 105,77° E   | 131,21 km |
| Catena Brigitte         | Brigitte - Nome proprio femminile francese, corrispondente all'italiano Brigida. | 18,5° N    | 27,49° E    | 7,65 km   |
| Catena Davy             | Humphry Davy - Chimico britannico (1778-1829). Derivato dal vicino cratere Davy. | 10,98° S   | 6,27° W     | 52,34 km  |
| Catena Dziewulski       | Wladyslaw Dziewulski - Astronomo polacco (1878-1962). Derivato dal vicino cratere Dziewulski. | 18,78° N   | 100,27° E   | 80,66 km  |
| Catena Gregory          | James Gregory - Astronomo scozzese (1638-1675). Derivato dal vicino cratere Gregory. | 0,59° S    | 129,8° E    | 148,16 km |
| Catena Humboldt         | Wilhelm von Humboldt - Filosofo tedesco (1767-1835). Derivato dal vicino cratere Humboldt. | 21,98° S   | 84,7° E     | 162,29 km |
| Catena Krafft           | Wolfgang Ludwig Krafft - Astronomo tedesco (1743-1814). Derivato dal vicino cratere Krafft. | 14,91° N   | 72,25° W    | 55,11 km  |
| Catena Kurchatov        | Igor' Vasil'evič Kurčatov - Fisico sovietico (1903-1960). Derivato dal vicino cratere Kurchatov. | 37,25° N   | 136,6° E    | 234,91 km |
| Catena Leuschner (GDL)  | Armin Otto Leuschner - Astronomo statunitense (1868-1953). Derivato dal vicino cratere Leuschner. Gazodinamitcheskaïa laboratoria - Laboratorio sovietico per la progettazione dei propellenti dei razzi spaziali, in russo: Газодинамическая лаборатория, ГДЛ             | 5,07° N    | 111,3° W    | 200,06 km |
| Catena Littrow          | Joseph Johann von Littrow - Astronomo austriaco (1781-1840). Derivato dal vicino cratere Littrow. | 22,23° N   | 29,61° E    | 10,3 km   |
| Catena Lucretius (RNII) | Tito Lucrezio Caro - Filosofo romano (94 a.C.-55 a.C.). Derivato dal vicino cratere Lucretius. Reaktivny naoutchno-issledovatelski institout - Laboratorio sovietico per la progettazione dei razzi spaziali, in russo: Реактивный научно-исследовательский институт, РНИИ | 4,03° S    | 126,45° W   | 232,07 km |
| Catena Mendeleev        | Dmitrij Ivanovič Mendeleev - Chimico russo (1834-1907). Derivato dal vicino cratere Mendeleev. | 6,63° N    | 139,22° E   | 125,22 km |
| Catena Michelson (GIRD) | Albert Abraham Michelson - Fisico statunitense (1852-1931). Derivato dal vicino cratere Michelson. Grouppa Izoutcheniïa Reaktivnovo Dvijeniïa - Laboratorio sovietico per la progettazione dei motori a reazione, in russo: Группа изучения реактивного движения, ГИРД     | 0,44° S    | 113,58° W   | 450,6 km  |
| Catena Pierre           | Pierre - Nome proprio maschile francese, corrispondente all'italiano Pietro. | 19,76° N   | 31,86° W    | 9,44 km   |
| Catena Sumner           | Thomas Hubbard Sumner - Navigatore statunitense (1807-1876). Derivato dal vicino cratere Sumner. | 37,89° N   | 111,91° E   | 220,52 km |
| Catena Sylvester        | James Joseph Sylvester - Matematico britannico (1814-1897). Derivato dal vicino cratere Sylvester. | 79,99° N   | 83,12° W    | 139 km    |
| Catena Taruntius        | Lucio Tarunzio Firmano - Astrologo romano (fl. I sec. a.C.). Derivato dal vicino cratere Taruntius. | 3,04° N    | 48,71° E    | 69,24 km  |
| Catena Timocharis       | Timòcari di Alessandria - Astrologo greco antico (circa 320 a.C.-260 a.C.). Derivato dal vicino cratere Timocharis. | 29,09° N   | 13,21° W    | 48,37 km  |
| Catena Yuri             | Yuri - Nome proprio maschile russo, corrispondente all'omonimo italiano. | 24,41° N   | 30,38° W    | 4,52 km   |